# Anomis stigmocraspis
Anomis stigmocraspis är en fjärilsart som beskrevs av Dyar 1914. Anomis stigmocraspis ingår i släktet Anomis och familjen nattflyn. Inga underarter finns listade i Catalogue of Life.